# Paul Janson

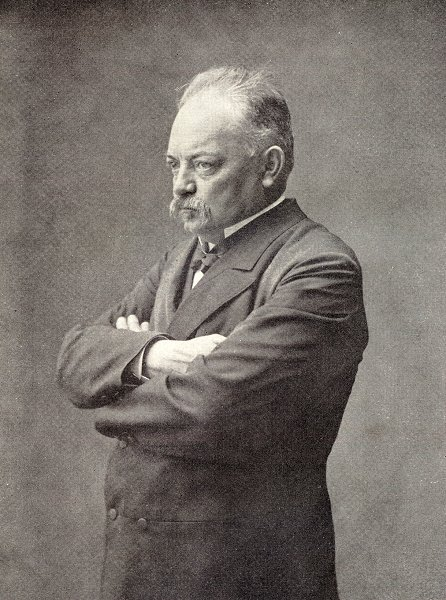
Paul Janson

Paul Janson (Herstal, 11 april 1840 - Sint-Gillis, 19 april 1913) was een Belgisch liberaal politicus en minister van Staat. Hij is vooral bekend wegens zijn strijd voor het algemeen kiesrecht. Hij wordt beschouwd als de vader van het Belgische sociaal liberalisme.

## Levensloop
Paul Janson was een zoon van de ambtenaar van financiën Jean Janson en van Pauline Dery. Hij trouwde met Anne Amoré. Hij was een schoonbroer van Louis Huysmans.

### Loopbaan als advocaat
Hij promoveerde in 1859 tot doctor in de wijsbegeerte en letteren en in 1862 tot doctor in de rechten aan de Université libre de Bruxelles. Hij vestigde zich als advocaat aan de balie van Brussel en werkte op het kabinet van Jules Le Jeune, de latere minister van Justitie. Hij trad meermaals op als strafpleiter in verschillende gemediatiseerde assisenprocessen en wierp zich op als verdediger van het recht voor arbeiders om te protesteren tegen de inhumane werkomstandigheden waaraan ze werden blootgesteld. Hij groeide uit tot een bekende advocaat en werd in 1878 stafhouder en in 1901 voorzitter van de Belgische Orde van Advocaten.

### Maatschappelijk en politiek engagement
In 1863 stichtte hij samen met een aantal collega-advocaten de Meeting libéral, een verbond van progressistische liberalen die zich keerden tegen het doctrinair-liberale beleid van premier Charles Rogier en de eenheid van de Liberale Partij ondermijnden. Vanaf het begin van zijn politieke loopbaan was Janson een uitgesproken voorstander van de afschaffing van het cijnskiesrecht en de invoering van het algemeen stemrecht. Daarnaast pleitte hij voor de invoering van de leerplicht en gratis middelbaar onderwijs, de invoering van de militaire dienstplicht en een sociale wetgeving. 
Net als andere oud-studenten van zijn universiteit als Edmond Picard, Charles Graux, Xavier Olin en Eugène Hubert maakte hij deel van de progressief-liberale kring Les Rabougris. In 1865 richtten ze het weekblad La Liberté op, waarin ze hun ideeën verdedigden. Na een conflict met de socialistische leden van de kring, die ideeën verdedigden die ophef veroorzaakten bij een deel van de andere leden, viel ze uit elkaar. Vervolgens was Paul Janson met zijn vriend Eugène Robert actief voor de rationalistische krant Le Libre examen, dat in februari 1868 opging in een hernieuwde versie van het blad La Liberté. Onder invloed van Jansons nauwe vrienden Victor Arnould, Hector Denis en Guillaume De Greef evolueerde het blad in socialistische-proudhonistische richting, tot het in 1874 verdween na de verdamping van het spaargeld van de uitgevers en financiers van de krant. In 1868 trad Janson eveneens toe tot de Internationale Arbeiders-Associatie, maar ondanks zijn sympathie voor het socialisme en zijn verdediging van de arbeiders bleef hij het liberalisme trouw. 
Ook was Janson betrokken bij het geven van cursussen die waren opgezet door de Chambre du Travail, een verbond van vakverenigingen dat de arbeiders intellectueel wilde ontwikkelen en emanciperen. Hij gaf les over het belang van solidariteit en de noodzakelijkheid van een sociaal stelsel om het leven van minderbedeelden te verbeteren. In 1893-1894 kantte Janson zich tegen de weigering van de raad van bestuur van de ULB om de anarchistisch gezinde Franse geograaf Élisée Reclus aan te stellen als docent en steunde hij zijn vriend Hector Denis, die ontslag had genomen als rector van de ULB uit onvrede met het beleid van de raad van bestuur. Vervolgens zetelde Janson in het comité dat de  Université Nouvelle oprichtte, een socialistische en progressief-liberale afsplitsing van de ULB. Janson was er professor burgerlijk recht. 

### Politieke loopbaan
In mei 1877 stelde Janson zich kandidaat bij de partiële verkiezing in het arrondissement Brussel die nodig was om de overleden liberale volksvertegenwoordiger Ghislain Funck te vervangen. Hij versloeg zijn doctrinair-liberale tegenkandidaat Eugène Goblet d'Alviella en werd verkozen in de Kamer van volksvertegenwoordigers. Hij zetelde er tot aan de verkiezingen van juni 1884, toen de Liberale Partij een zware nederlaag leed en al haar parlementsleden in Brussel verloor. In de Kamer verdedigde hij de eisen van de Internationale Arbeiders-Associatie en in 1879 vroeg hij om mijnwerkers te laten participeren in het beheer van hun voorzorgsfondsen. Daarnaast ijverde hij voor de invoering van het algemeen stemrecht en richtte daartoe in mei 1882 samen met onder andere César De Paepe en Jules Destrée de Liga voor de Hervorming van het Stemrecht. Om zijn ideeën te verspreiden werkte hij in 1884 mee aan de oprichting van het blad La Réforme, dat in korte tijd uitgroeide tot de invloedrijkste spreekbuis van de voorstanders van het algemeen stemrecht. Van 1884 tot 1888 was hij eveneens gemeenteraadslid van Brussel.
Na de hevige sociale onlusten van 1886 kwam het tot een breuk tussen doctrinairen en progressisten binnen de Liberale Partij en in mei 1887 was hij een van de oprichters van de Progressistische Partij. Janson werd voorzitter van de partij, een verbond van progressistische liberalen en socialisten die als doel had om het algemeen stemrecht te laten goedkeuren en de Belgische samenleving op verregaande wijze te democratiseren. 
In juni 1889 werd Janson bij een partiële verkiezing opnieuw verkozen tot Kamerlid voor het arrondissement Brussel. Hij zette er zijn strijd voor het algemeen stemrecht voort en diende meermaals wetsvoorstellen in om het algemeen enkelvoudig stemrecht door te voeren, die telkens weer werden weggestemd. Het verzet van de katholieken, die de absolute meerderheid hadden, en de doctrinaire liberalen was te groot. Moegetergd riep de socialistische Belgische Werkliedenpartij in april 1893 de algemene staking uit om een kieswethervorming af te dwingen. Door enkele bloedige incidenten dreigde de staking te escaleren en een socialistische delegatie trok naar de woning van Janson om er zijn steun voor de staking te winnen. Janson weigerde, hij vond de staking te revolutionair getint, maar kon de delegatie overhalen om de staking te beëindigen als het parlement zou instemmen met het wetsvoorstel van de katholiek Albert Nyssens. Dit voorstel hield in dat het algemeen meervoudig stemrecht werd ingevoerd, waarbij bepaalde delen van de bevolking, vooral zij die al mochten stemmen, twee of drie stemmen konden uitbrengen en werd uiteindelijk doorgevoerd.
Bij de verkiezingen van oktober 1894, de eerste met algemeen meervoudig stemrecht, verloren veel liberalen, ook Janson, hun zetel in het parlement, omdat het toen bestaande meerderheidsstelsel de socialisten en katholieken bevoordeelde. Hij werd opgevist als provinciaal senator voor de provincie Luik, een mandaat dat hij vervulde tot in 1900. Na de invoering van de evenredige vertegenwoordiging werd Janson in mei 1900 opnieuw verkozen tot volksvertegenwoordiger, een functie die hij ditmaal zou uitoefenen tot aan zijn overlijden in april 1913.
Eind 1900 kwam het door bemiddeling van Paul Hymans terug tot een verzoening tussen de progressieve en de doctrinaire liberalen en werd de Progressistische Partij opgeheven. Hij bleef pleiten voor het algemeen enkelvoudig stemrecht, voor de invoering van de sociale zekerheid, waaronder een verplichte verzekering tegen arbeidsongevallen, voor de vermindering van de arbeidsduur en voor de invoering van collectieve arbeidsovereenkomsten. Daarnaast was hij mede-indiener van een wetsvoorstel om vrouwen toe te laten aan de balie. Zijn banden met de Belgische Werkliedenpartij waren zeer nauw en onder zijn bezieling werd voor de verkiezingen van 1912 een rood-blauw kartel gevormd om de absolute meerderheid van de katholieken te doorbreken. Dit mislukte echter en de katholieken behielden hun absolute meerderheid. Op 14 augustus 1912 werd Janson als eerbetoon aan zijn politieke verdiensten benoemd tot minister van Staat
Na zijn dood werd de strijd voor het algemeen stemrecht verdergezet door Paul Hymans. Uiteindelijk werd in België het algemeen stemrecht voor mannen in 1919 ingevoerd.

### Andere activiteiten
Janson schreef ook voor media als La Tribune du Peuple (1861-1862) en het liberale La Revue trimesterielle en was hij bestuurder van Le Ralliement (1903-1913) en medeoprichter van het progressistisch-liberale blad L'Aurore. Bovendien was hij actief in de vrijmetselarij, als lid van de loge Les Vrais Amis de l'Union et du Progrès Réunis, waarvan hij van 1888 tot 1891 Achtbare Meester was.

## Politieke dynastie
Paul Janson was stichter van een politieke dynastie. Hij was de vader van Paul-Emile Janson die eerste minister werd en van Marie Janson de eerste vrouwelijke senator van België. Via zijn dochter was hij de grootvader van Paul-Henri Spaak, die later ook regeringsleider werd. Via hem was hij de overgrootvader van Antoinette Spaak, de eerste vrouwelijke Belgische partijvoorzitter.
Verscheidene steden en gemeenten in het Brusselse en in Wallonië hebben een straat naar hem vernoemd.